# Ermita de San Miguel (Gormaz)

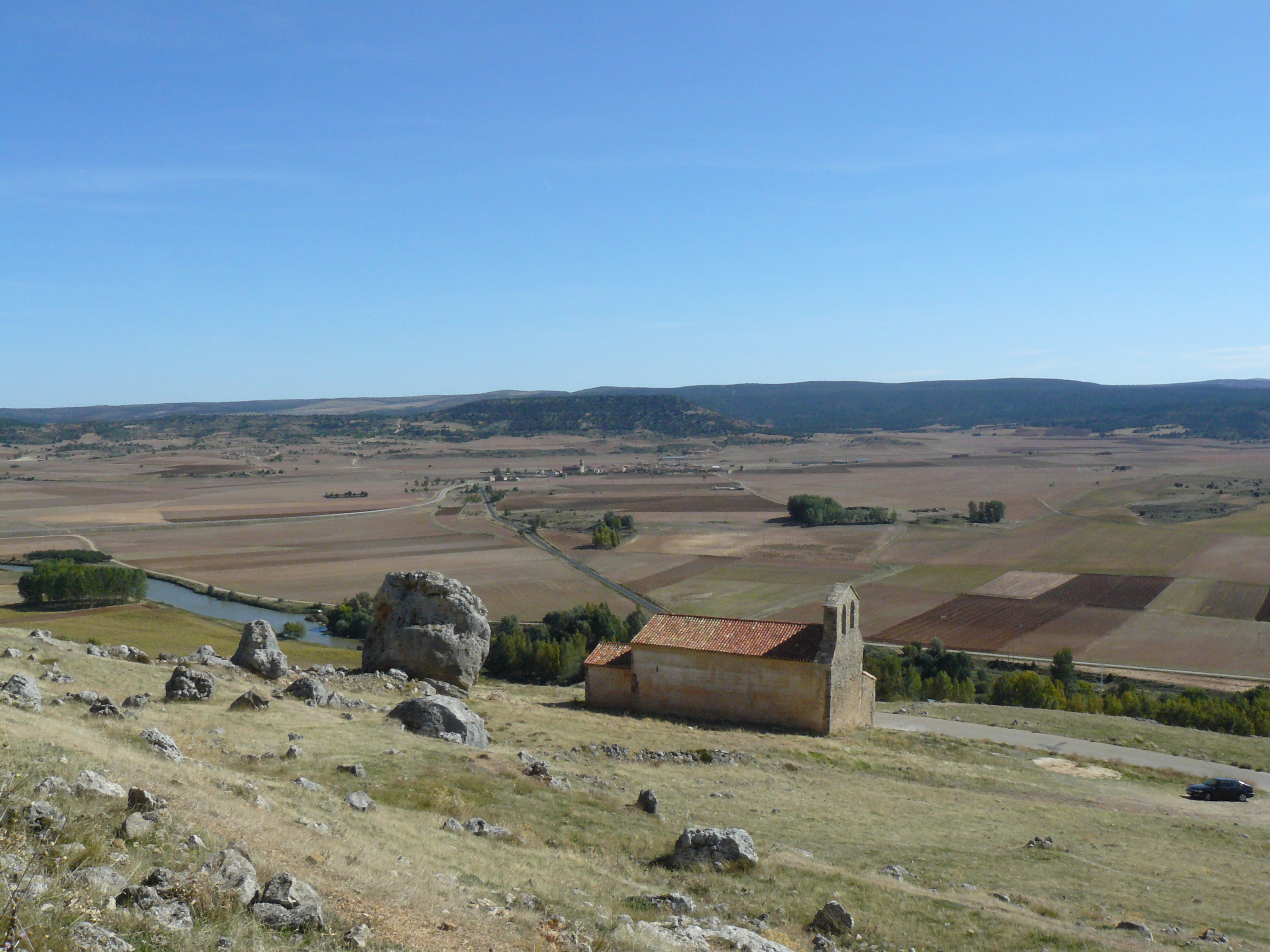
La ermita de San Miguel, a los pies del castillo de Gormaz.

La ermita de San Miguel de Gormaz (Provincia de Soria, España) es una pequeña iglesia románica de nave única con ábside cuadrado. Posiblemente de finales del siglo XI, principios del siglo XII. Su construcción, dada su proximidad al Castillo de Gormaz, pudiera ser contemporánea al asentamiento cristiano en la zona. Su exterior se caracteriza por la sencillez y ausencia decorativa. 
Destaca el ábside, recorrido en todo su perímetro por una cornisa decorada con relieve geométrico. 
Una robusta y elegante espadaña se eleva sobre la cubierta de la nave. 
La portada principal, que fue trasplantada de una ermita desaparecida por manos inexpertas, está cobijada por un tosco pórtico, consta de arco de medio punto con tres arquivoltas, que descansan sobre cuatro columnas, dos de las cuales han desaparecido, y sus respectivos capiteles. De la citada ermita desaparecida cuyos restos se ven alrededor del actual cementerio, vino también una arcada gótica que se aprecia por el interior de la espadaña.
El interior, el ábside y la nave aparecen como espacios perfectamente diferenciados, separados por lo que más bien parece un hueco adintelado moldurado en escayola. 
La cubierta se resuelve mediante doble vertiente sobre armadura de madera en la nave y bóveda de cañón en el ábside. 
A los pies se sitúa el coro. 
La caída de parte del estucado que cubre todo el interior ha propiciado el descubrimiento de interesantes restos de pinturas murales románicas que se han fechado entre 1125 y 1139 y sobre las cuales se ha hablado de una posible relación con las pinturas de la también ermita soriana de San Baudelio de Berlanga.
Entre el 12 de mayo de 2009 y el 9 de enero de 2010 fue sede secundaria, junto a la ermita de San Baudelio, de la Exposición Las Edades del Hombre (El paisaje Interior) para lo cual se acondicionó el entorno para la llegada de turistas.